# Хосе Лейтон
Хосе Лейтон (ісп. José Leitón, нар. 6 березня 1993, Сан-Хосе) — костариканський футболіст, півзахисник клубу «Ередіано» та національної збірної Коста-Рики.

## Клубна кар'єра
У дорослому футболі дебютував 2013 року виступами за команду «Уругвай де Коронадо», в якій провів два сезони, взявши участь у 14 матчах чемпіонату.
Влітку 2015 року перейшов у «Пунтаренас», але незабаром повернувся у «Уругвай де Коронадо».
До складу клубу «Ередіано» приєднався влітку 2016 року. Відтоді встиг відіграти за коста-риканську команду 21 матч в національному чемпіонаті.

## Виступи за збірну
Не маючи у своєму активі жодного матчу у складі національної збірної Коста-Рики,  в липні 2017 року був дозаявлений на матчі плей-оф Золотого кубка КОНКАКАФ 2017 року у США, де і дебютував за збірну у півфінальному матчі проти США (0:2).